# Matthias Tschirf

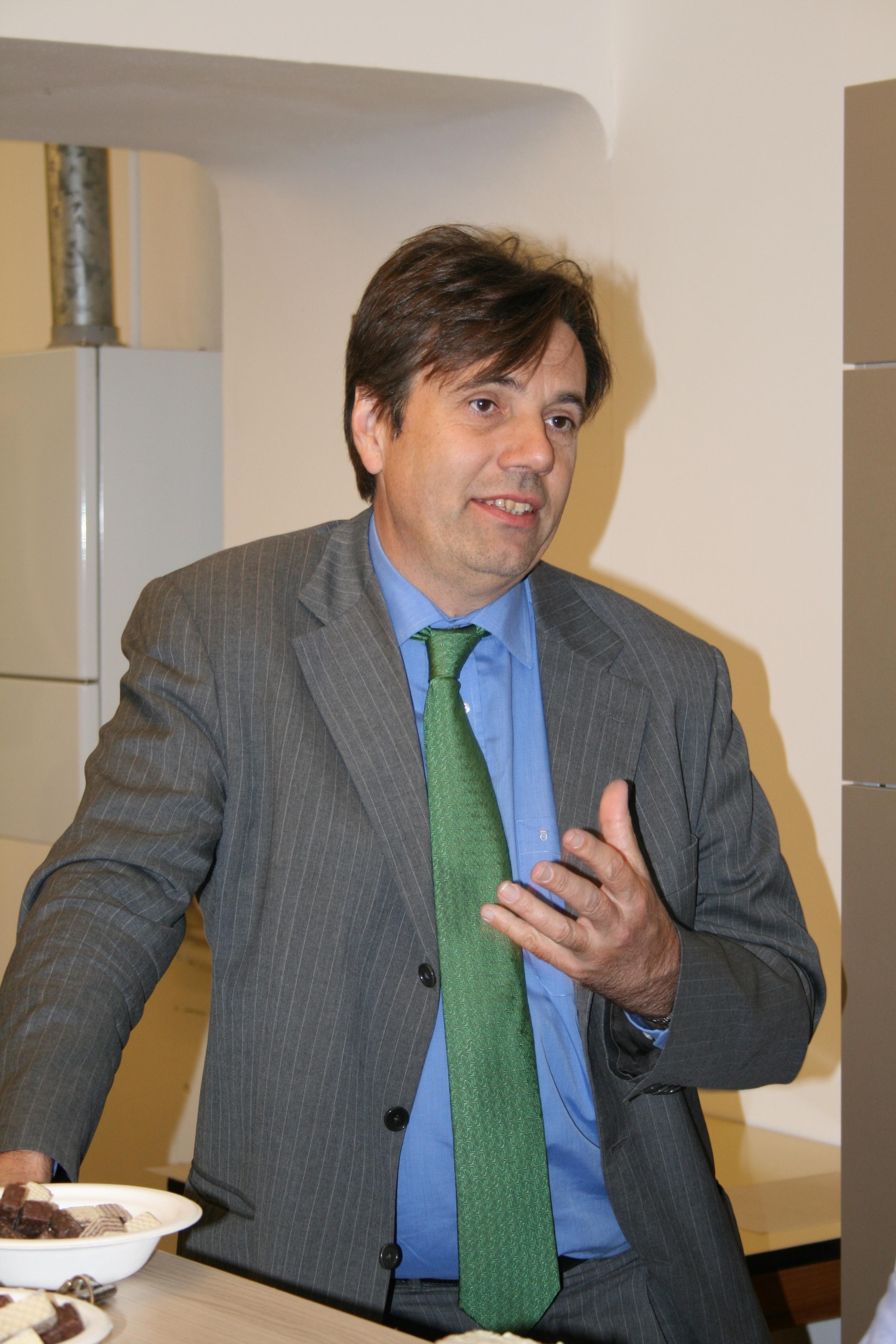
Matthias Tschirf (2011)

Matthias Tschirf (* 25. April 1957 in Wien) ist ein Jurist, österreichischer Beamter und ehemaliger Politiker (Klubobmann ÖVP im Wiener Landtag). Seit 2020 ist er Präsident der Arbeitsgemeinschaft katholischer Verbände Österreichs (AKV).

## Schulische und berufliche Laufbahn
Matthias Tschirf studierte Rechtswissenschaften, promovierte zum Doktor und absolvierte in der Folge ein eineinhalbjähriges Gerichtspraktikum. Seine berufliche Karriere begann er in der Folge als Jurist im Bundeskanzleramt. Er war Vortragender und Lehrbeauftragter für Verfassungsrecht an der Universität Salzburg und verfasste etliche Aufsätze zu juristischen, verwaltungswissenschaftlichen, historischen sowie politischen Themen. 1990 wurde er von Vizekanzler (und Bundesminister für Föderalismus und Verwaltungsreform) Josef Riegler in dessen Kabinett geholt und stieg 1991 zum Kabinettschef auf. Nach dem Rückzug Rieglers wurde Tschirf Kabinettschef des Bundesministers für Föderalismus und Verwaltungsreform (Bundesministers im Bundeskanzleramt) Jürgen Weiss. Zwischen 1994 und 2001 war er als Personalchef im Bundesministerium für wirtschaftliche Angelegenheiten tätig. Von November 2011 bis Februar 2019 war er Sektionschef der Sektion Unternehmenspolitik in demselben, mittlerweile zum Bundesministerium für Wirtschaft, Familie und Jugend umgebildeten Bundesministerium. Der Aufgabenbereich dieser Sektion umfasste Gewerbe, Unternehmen, berufliche Ausbildung und Technik. Seit März 2019 leitet er die Präsidialsektion desselben Bundesministeriums (seit 2018: Bundesministerium für Digitalisierung und Wirtschaftsstandort [BMDW]). Mit Ablauf des April 2022 ging er in Pension. Von Juni 2019 bis Juni 2024 war er als Vertreter des Bundes im Präsidium von Austrian Standards International und wurde bei der Generalversammlung 2024 dessen Ehrenmitglied.

## Politische Laufbahn
Tschirf war von 18. Dezember 1992 bis November 2011 Abgeordneter zum Wiener Landtag und Mitglied des Gemeinderates der Stadt Wien. Bereits 1996 wurde er zum stellvertretenden Klubobmann des Gemeinderatsklubs der ÖVP, im April 2001 zum geschäftsführenden Klubobmann gewählt, und schließlich war er von Juni 2002 bis Oktober 2010 Klubobmann. Er war in verschiedenen Ausschüssen und Kommissionen tätig, unter anderem lange Jahre im Gemeinderatsausschuss für Finanzen und Wirtschaftspolitik sowie zuletzt als Vorsitzender des Kontrollausschusses.
Tschirf war von 1996 bis 2012 Obmann des ÖAAB Wien. Von 2010 bis 2014 war er Obmann des Vereins Christliches Vereinshaus. Tschirfs politische Schwerpunkte lagen nach eigenen Angaben in den Bereichen Rechts- und Verfassungsfragen, in Themen zu Mittel- und Osteuropa sowie in der Schaffung und Sicherung von Arbeitsplätzen in Wien.

## Privates
Tschirf ist seit 1984 verheiratet. Er trat 1982 der K.Ö.H.V. Mercuria Wien im ÖCV bei. Später wurde er Mitglied der KÖHV Sängerschaft Waltharia Wien, der K.Ö.H.V. Rugia Wien und der K.Ö.H.V. Amelungia Wien im ÖCV sowie der KAV Capitolina Rom.

## Auszeichnungen
- 2006: Großes Goldenes Ehrenzeichen für Verdienste um die Republik Österreich[4]
- 2008: Komtur des Ordens vom Heiligen Papst Silvester[5]
- 2013: Großes Goldenes Ehrenzeichen für Verdienste um das Land Wien
- 2018: Großes Silbernes Ehrenzeichen mit dem Stern für Verdienste um die Republik Österreich[6]
- 2022: Großes Ehrenzeichen des Landes Steiermark[7]
- 2023: Komtur des Ordens vom Heiligen Papst Sylvester mit dem Stern[8]